# مارتين مارتينز
مارتين مارتينز (2 يوليو 1984 بلجيكا - ) هو لاعب كرة قدم بلجيكي، شارك في الألعاب الأولمبية الصيفية 2008.

## مسيرته الكروية
لعب مارتين مارتينز خلال مسيرته الاحترافية مع 5 أندية في أربعة عشر موسمًا وسجل خلالها 43 هدفًا ضمن 232 مباراة. حيث فاز في موسم واحد بالكأس وفي موسمين بالدوري.
خاض مارتين مارتينز مسيرته مع نادي رويال أندرلخت في موسم 2003–04 لمدة موسم واحد، مشاركًا في مباراة ولم يسجل أي هدف. ثم انتقل إلى نادي آر كي سي فالفيك في موسم 2004–05 ولمدة موسمين، حيث شارك في 44 مباراة سجل خلالها 8 أهداف. لينتقل بعدها إلى نادي إي زد ألكمار في موسم 2006–07 ليلعب معه ثمانية مواسم، مشاركًا في 163 مباراة سجل خلالها 34 هدفًا. ثم انتقل إلى نادي باوك في موسم 2013–14 ولمدة موسمين، مشاركًا في 13 مباراة ولم يسجل أي هدف. هذا وانتقل لاحقًا إلى نادي سيركل بروج في موسم 2014–15 لمدة موسم واحد، مشاركًا في 11 مباراة سجل خلالها هدفًا واحدًا.

## روابط خارجية
- مارتين مارتينز على موقع الاتحاد الدولي (مؤرشف)  (الإنجليزية)
- مارتين مارتينز على موقع الاتحاد البلجيكي (الإنجليزية)
- مارتين مارتينز على موقع قاعدة بيانات كرة القدم.إي يو (الإنجليزية)
- مارتين مارتينز على موقع ناشيونال فوتبول تيمز (الإنجليزية)
- مارتين مارتينز على موقع Soccerway.com (الإنجليزية)
- مارتين مارتينز على موقع عالم كرة القدم.نت (الإنجليزية)
- مارتين مارتينز على موقع أوليمبيديا (الإنجليزية)
- مارتين مارتينز على موقع AS.com (الإسبانية)